# Muñochas
Muñochas es una localidad española del municipio de Padiernos, perteneciente a la provincia de Ávila, en la comunidad autónoma de Castilla y León. Está ubicada en la  comarca del Valle de Amblés. Tiene un área de 37 km² y una densidad de población de 0,62 hab./km². Se sitúa a unos 17 km de Ávila, su capital provincial. Se accede por la carretera de Plasencia, por Piedrahíta y Barco de Ávila.  El pueblo se encuentra situado en el lado norte del valle del Amblés desde donde se denomina la impresionante mole del castillo de Aunqueospese, del pico Zapatero y La Serrota. 

## Historia
El nombre Muñochas viene del vasco muño-etxea o la 'casa de muño', ya que se denomina que el pueblo perteneció a los vascos Xavier y muño.
Para conocer más acerca de este municipio de la provincia de Ávila, a mediados del siglo XVIII, entre 1750 y 1754 todas las poblaciones de "Las Castillas" fueron sometidas a un interrogatorio constituido por 40 preguntas acerca de factores importantes para los municipios. Esta visión del Reino de Castilla es una pequeña parte de una averiguación de mayor envergadura, el llamado Catastro del marqués de Ensenada, puesta en marcha por el Real Decreto de Fernando VI de 10 de octubre de 1749.

### Catastro del marqués de Ensenada
Se realiza a todos los pueblos de la comarca de Castilla con el fin de calcular la renta local, la provincial y la del Reino. Muñochas fue uno de los pueblos que se sometió a este cuestionario de 40 preguntas, sin embargo en este caso solo se contestaron a una media de 20 preguntas, ya que muchas de ellas se contestaban juntas. 
Las respuestas recogidas por técnicos y peritos constataban que el verdadero nombre en esa época del municipio era "Muñochas y las casas" y que así se asentaba en la jurisdicción de la ciudad de Ávila. Su geografía situaba al municipio en dirección de levante a poniente, rodeado por tres de sus costados. Por el lado sur se encontraba con el municipio de Solosancho, por poniente con Muñogalindo y por levante limitaba con Padiernos. El tipo de tierra que se trabajaba en este municipio se componía de alrededor de 400 sembrados de secano de buena calidad y que se labraba de dos a dos años. Sin embargo, lo que no era común en este terreno era la siembra de árboles frutales, solo se encontraban árboles como los cipreses o los álamos negros que no daban frutos. 
En relación con los impuestos y valores de arriendos anuales, cada uno de los vecinos pagaba un diezmo, y este iba incrementando dependiendo de los arriendos con los que contasen. Por ejemplo, se pagaban 78 reales por el trigo, 63 por el centeno, 39 y medio por la plantación de garbanzos y 25 por otros alimentos y materiales tales como el lino y los pollos. A mediados del Siglo XVIII la población de Muñochas era muy escasa, no existía casa de campo y tan solo contaban con 12 vecinos y 11 casas ocupadas por estos. Había 4 casas más que estaban desocupadas y pasaban a ser propiedad de los ganaderos. En relación con la última pregunta contestada, se referían a los gastos en común, que se convertían en impuestos para la Casa Santa de Jerusalén, para el hospital de Inocentes de Vall y para los servicios del cura o las celebraciones en honor al patrón San Sebastián.

### SigloXIX
Hacia mediados del siglo XIX, el lugar, por entonces con ayuntamiento propio, tenía contabilizada una población de 134 habitantes. Aparece descrito en el decimoprimer volumen del Diccionario geográfico-estadístico-histórico de España y sus posesiones de Ultramar de Pascual Madoz de la siguiente manera:

MUÑOCHAS: l. con ayunt. de la prov., part. jud, y dióc. de Avila (2 1/2 leg.), aud. terr. de Madrid (12), c. g. de Castilla la Vieja (Valladolid 22): sit. en el valle titulado Ambler y cerca de 2 sierras; le combaten todos los vientos, en particular el E. y N.; el clima es frio y sus enfermedades mas comunes reumas y tercianas; tiene 30 casas de inferior construccion, 3 de ellas en un barrio ó ald. titulado Las Casas y una fuente de buenas aguas, de las cuales se utilizan los vec para sus usos; no hay igl. ni ermita alguna, siendo anejo de Padiernos, á cuyo punto van los vec. á. misa y demas actos religiosos: confina el térm. N. Padiernos; E. Salobral; S. Niarra, y O. Muñogalindo: brotan en él 2 ó 3 fuentes, y comprende 1,176 fan.; 784 de tierra cultivada y 392 de incultas; algo de monte bajo y diferentes prados naturales con buenos pastos: el terreno en su mayor parte es de buena calidad. caminos: los que dirigen á los pueblos limítrofes en mediano estado: el correo se recibe en la adm. de Avila. prod.: trigo, cebada, centeno, algarrobas, garbanzos, un poco de lino y algunas patatas: mantiene ganado lanar fino, y vacuno, y cria caza de liebres, conejos y perdices. ind.: la agrícola. pobl.: 32 vec., 134 alm. cap. prod.: 338,525 rs. imp.: 13,541 ind.: 750. contr.: 1,879 rs. 13 mrs.
(Madoz, 1848, p. 691)

### SigloXX
El municipio de Muñochas desapareció en 1975, al ser incorporado al de Padiernos.
En 1993, a partir de la realización de visitas sanitarias y comprobaciones en relación con la Orden dictada por el Ministerio de Agricultura, Pesca y Alimentación, la Consejería de Agricultura y Ganadería de la Junta de Castilla y León concede el Título de "Agrupación de Defensa Sanitaria" a la agrupación de "Muñogalindo" que incorpora los municipios de Muñochas, Muñogalindo, Santa María del Arroyo y Sotalbo, todos ellos en la provincia de Ávila.

## Demografía
| Gráfica de evolución demográfica de Muñochas entre 1842 y 1970 |
| |
| Población de derecho según los censos de población del INE. Población de hecho según los censos de población del INE.En este censo se denominaba Muñochas y Las Casas: 1842. Entre el censo de 1981 y el anterior, este municipio desaparece porque se integra en el municipio Padiernos. |

## Administración y política
Muñochas es una pedanía de Padiernos, aunque hasta los años 1970 tuvo su propio ayuntamiento. Los datos oficiales del censo electoral del Ayuntamiento Muñochas se recogen en el Archivo Histórico del municipio de Padiernos. En todos estos documentos se encuentran algunos informes acerca de las elecciones municipales y provinciales del Consistorio antes de su incorporación como pedanía de Padiernos. 
Las peculiaridades de los pueblos de Castilla se hacen eco en este municipio, donde los alcaldes elegidos desempeñaban su cargo durante décadas y, por eso, no se recogen gran variedad de datos de la vida política de Muñochas.
- El primer dato recogido del municipio se refiere a las elecciones municipales de 1948 y a su posterior constitución del Ayuntamiento con Ángel Jiménez Jiménez como primer edil.
- En 1952, durante el segundo mandato de la legislatura de Ángel Jiménez,  tuvieron lugar otras elecciones, pero esta vez, fueron dentro del propio ayuntamiento para elegir al procurador en las Cortes. Los concejales que en aquel momento se presentaron para ocupar este cargo fueron Don Mariano Jiménez Jiménez, Antonio Jiménez Jiménez y Santos Vázquez Herráez.
- En 1955 se celebraron en Muñochas las elecciones provinciales. La alcaldía seguía perteneciendo a Ángel Jiménez quien designó como Compromisario para participar en la elección del Diputado o Diputados provinciales correspondientes al partido judicial a Pablo Jiménez Jiménez, con un total de cuatro votos.
- En 1958 se celebraron las siguientes elecciones municipales en las que salió elegido el vecino Emiliano Jiménez Jiménez. Por su parte, en este mimo año se celebraron las elecciones para la designación del compromisario, que debía de tomar parte en la elección del procurador en Cortes de representación municipal por la provincia de Ávila.
- En 1961 se elaboró un expediente para la designación de un compromisario del Municipio, para tomar parte en la elección de los diputados Provinciales. En este escrutinio municipal se designó, en una sesión extraordinaria del Pleno del Ayuntamiento, a Emiliano Jiménez Jiménez con un total de 3 votos.
- En 1964 se volvieron a celebrar elecciones y su respectiva sesión extraordinaria en el Pleno del Ayuntamiento, en las que salió reelegido el vecino muñocense Emiliano Jiménez Jiménez con un total de cuatro votos a favor. Por ello y, como motivo de la renovación trienal a causa de las elecciones convocadas, se constituyó el Ayuntamiento con sus respectivos concejales, en ese momento, Agustín Vázquez y Cándido Jiménez López. En esta sesión se dio lectura de los nombres de los concejales proclamados electos por los tres grupos de la Ley en el que salió elegido como concejal del Primer Grupo (cabezas de familia) Macario Jiménez Jiménez. También, en esta misma sesión se proclamó compromisario provincial del municipio, de nuevo, a Emiliano Jiménez Jiménez.[9]
- En 1966 se llevó a cabo la Junta Municipal del censo electoral del municipio de Muñochas. La Junta se constituyó para elegir a los concejales en su representación de Organización Sindical. Con cinco votos tanto el candidato Pablo Jiménez como Bonifacio Jiménez, el escrutinio quedó dirimido a favor del candidato de mayor edad, Pablo Jiménez Jiménez, como concejal del Grupo de Cabezas de familia.[10]
- En 1970 se celebraron elecciones para candidato a concejal del Ayuntamiento de Muñochas. El propuesto para ejercer este cargo en los años posteriores fue el vecino Luis Jiménez Muñoz.

### Incorporación de Muñochas a Padiernos
El proceso de incorporación voluntaria de Muñochas como pedanía de Padiernos, formando parte de su ayuntamiento se produjo a lo largo de dos años. Las primeras acciones se emprendieron en 1974, pero no fue hasta 1976 cuando Muñochas pasó a formar parte íntegramente de Padiernos. Esta incorporación fue fruto de la disminución de población debido a la emigración, por lo que el ayuntamiento no pudo subsistir.
- En abril de 1974 se expidió la primera orden con el visto bueno del alcalde de Muñochas, en ese momento Don Emiliano Jiménez, para unir el expediente de incorporación de este municipio al de Padiernos. Este expediente fue instruido al efecto, en cumplimiento de lo dispuesto en el artículo 15, apartado 2.º del Reglamento de Población y Demarcación Territorial de las Entidades Locales de 17 de mayo de 1952.
- En junio de 1974 se certificó que el ayuntamiento pleno, los tres concejales y el alcalde, adoptó la incorporación del municipio de Muñochas al de Padiernos al no haberse presentado reclamaciones. Por unanimidad se acordó aprobar definitivamente el expediente con el visto bueno del alcalde de Padiernos.
- En abril de 1975 se iniciaron los trámites para la incorporación de Juzgado de Paz de Muñochas ya que se consideraba que la actuación de este organismo en Muñochas era muy limitada a los hechos que se producen en Registro Civil que eran escasos, debido a la reducción de su población.
- En mayo de este mismo año, el gobernador civil nombró como inspector provincial del Movimiento a Desiderio Díaz Jara, para llevar a cabo la ejecución de la incorporación voluntaria, levantando acta una vez esté constituida la nueva Corporación de Padiernos. Se expidió que ambas corporaciones se hallan compuestas por tres concejales cada una y, como consecuencia del incremento del censo de población a 527 habitantes, la Corporación de Padiernos en conjunto quedó constituida por 6 concejales en total.
- Todos estos pasos quedaron fijados el 19 de junio de 1975 mediante la sesión de incorporación que quedó marcada a todos los efectos en la casa consistorial de Padiernos. Seguidamente se procedió a la constitución de la nueva corporación municipal. Se incorporó toda la documentación del municipio extinguido a este de Padiernos así como al entrega de los Fondos Municipales de Muñochas.
- Por último y, ya en febrero de 1976, finalizó este proceso de incorporación voluntaria de Muñochas al ayuntamiento de Padiernos, mediante el traspaso de todas las dependencias del primero al segundo, con la finalidad de que este último se hiciese y se haga cargo de todos los servicios que pudiesen surgir entre Muñochas y cualquier otra localidad.[11]

## Monumentos y lugares de interés
Muñochas cuenta con los típicos lugares de interés de un pueblo del Valle de Amblés de sus características.

### Iglesia de San Sebastián

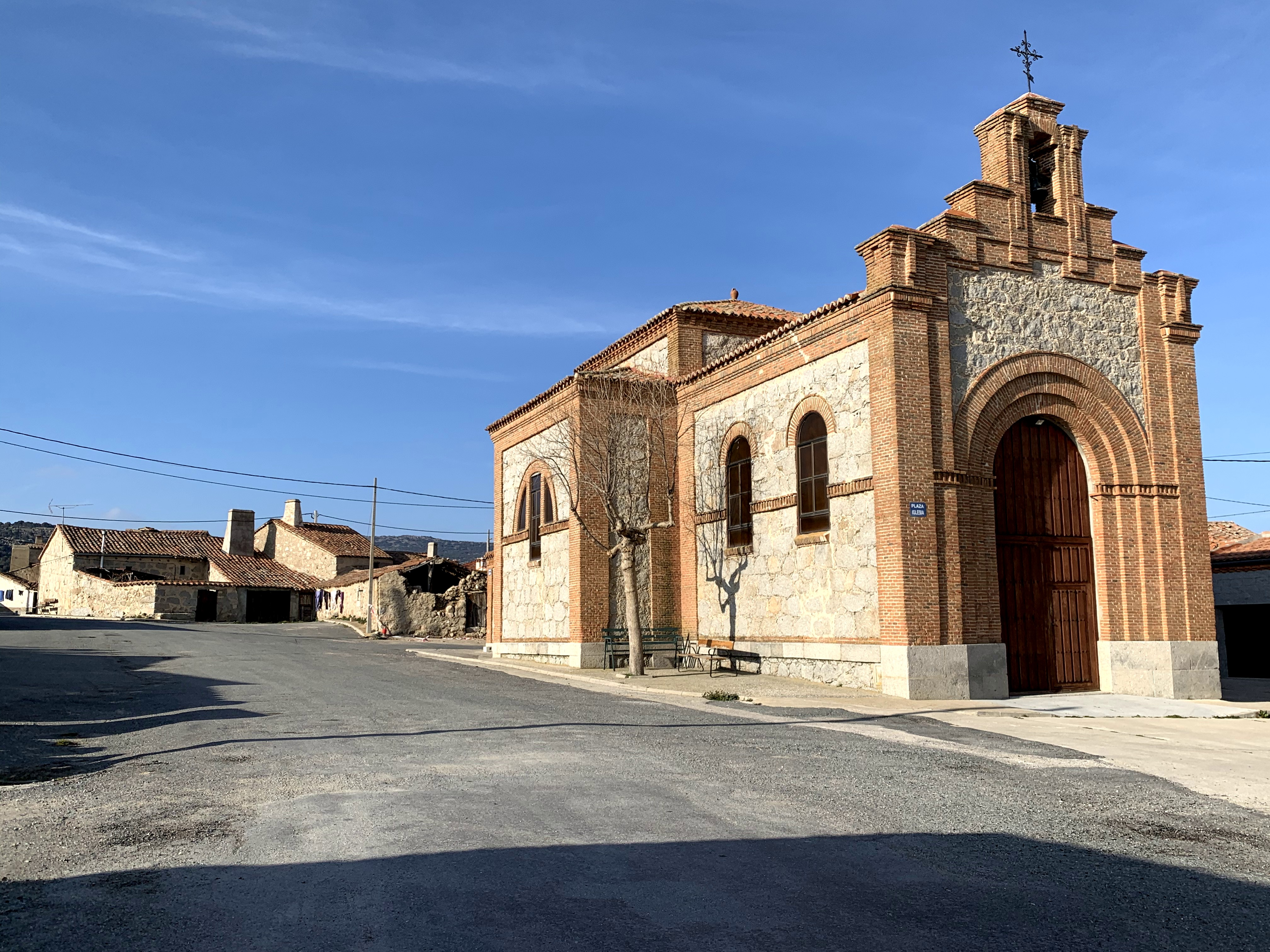
Iglesia de Muñochas en honor a San Sebastián

Esta construcción concluyó en 1920. Aunque es de estilo neo-mudéjar, también cuenta con imitaciones románicas y góticas. Se convierte así, en una construcción contemporánea a las de viviendas típicas de mediados del siglo XIX y principios del siglo XX.

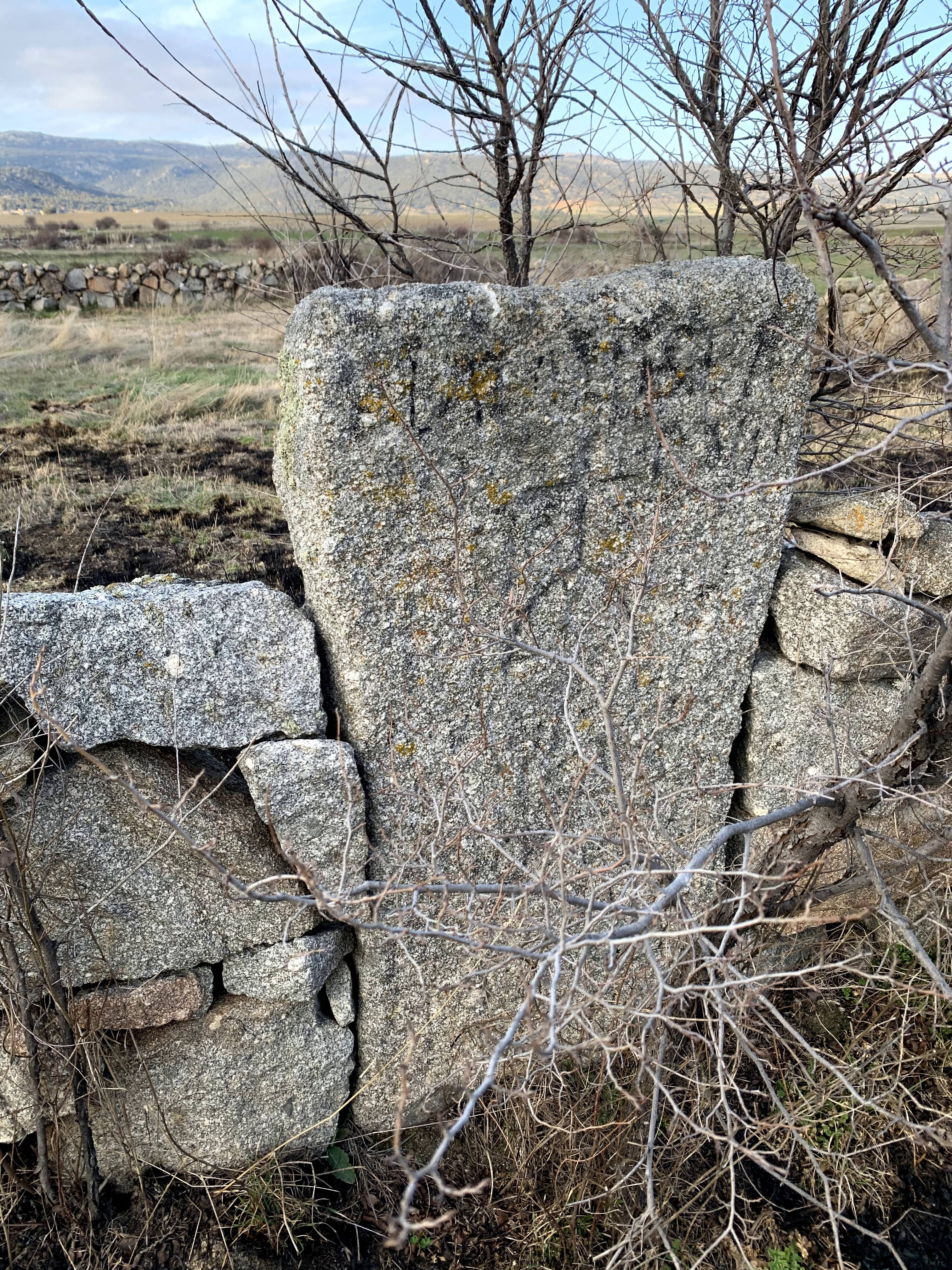
Estela rememorativa "Cruz de Rayo"

### Estela Rememorativa ("Cruz de Rayo")
Se trata de una estructura de granito de 123 centímetros de alto y 20 de ancho, a la que años más tarde incorporaron un pie para poder sostenerse. La estela no se compone de ninguna cruz de material, sino que se encuentra incrustada en la piedra como un recuerdo de un rayo que cayó a esa altura del pueblo.

### Fragua

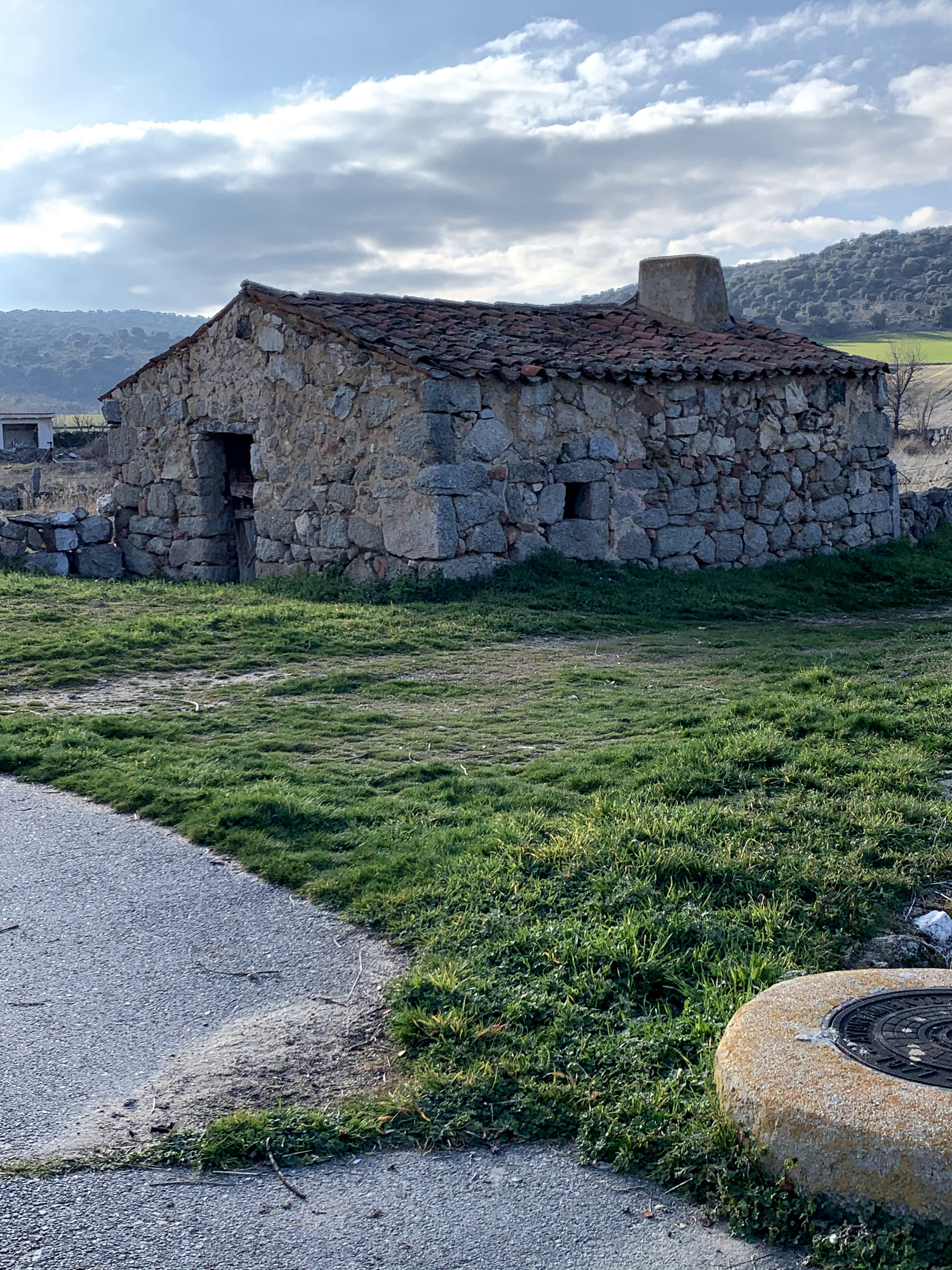
Fragua de Muñochas

Es un emplazamiento de pequeño tamaño enumerado en el Diccionario de Bleiberg de mediados del Siglo XX, se encuentra en las afueras de la localidad y está construido sobre una sola planta de material de granito, cubierto por un tejado a doble agua.  
En su interior se conserva la fragua propiamente dicha, desde donde se levanta la chimenea que sobresale, lo que permite su visualización desde el exterior.

### Potro de Herrar

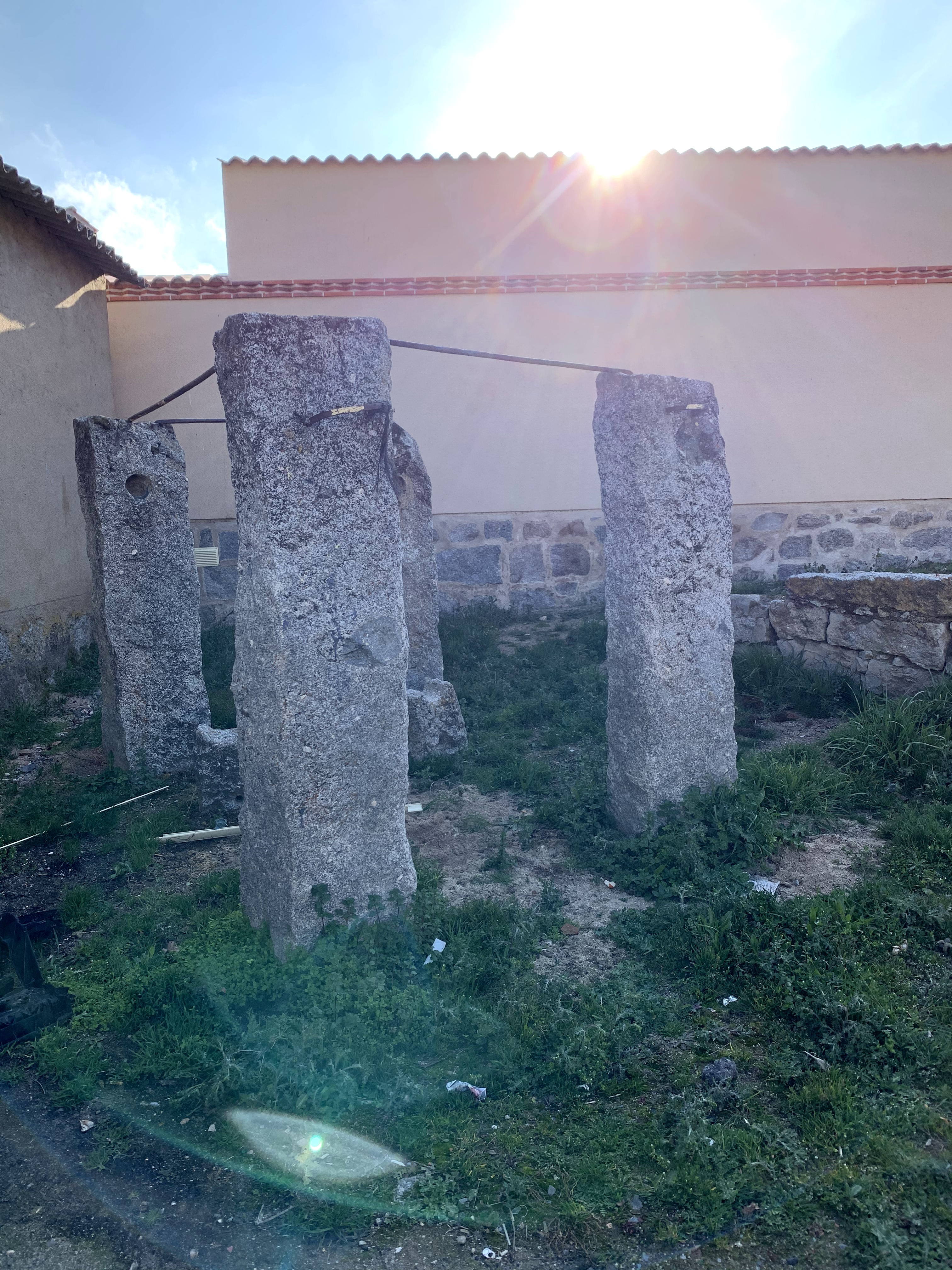
Potro de herrar animales

Este elemento, utilizado para herrar a los animales, conserva los cuatro bloques de piedra alargados, de 2 metros de altura, donde se observan las huellas de algunos de los animales a los que herraron. Tan solo conserva una de las dos vigas transversales de madera en las que se sujetan las correas de cuero.
Se trata de un elemento esencial en la vida del pueblo, ya que él oficio del herrero era imprescindible para el desarrollo de la economía, basada entonces en la agricultura y ganadería. El ayuntamiento de Muñochas, antiguamente cedían tanto él potro como la fragua al herrero gratuitamente para que se encargase de prestar el servicio.

### Fuente de la calle Río y lavaderos

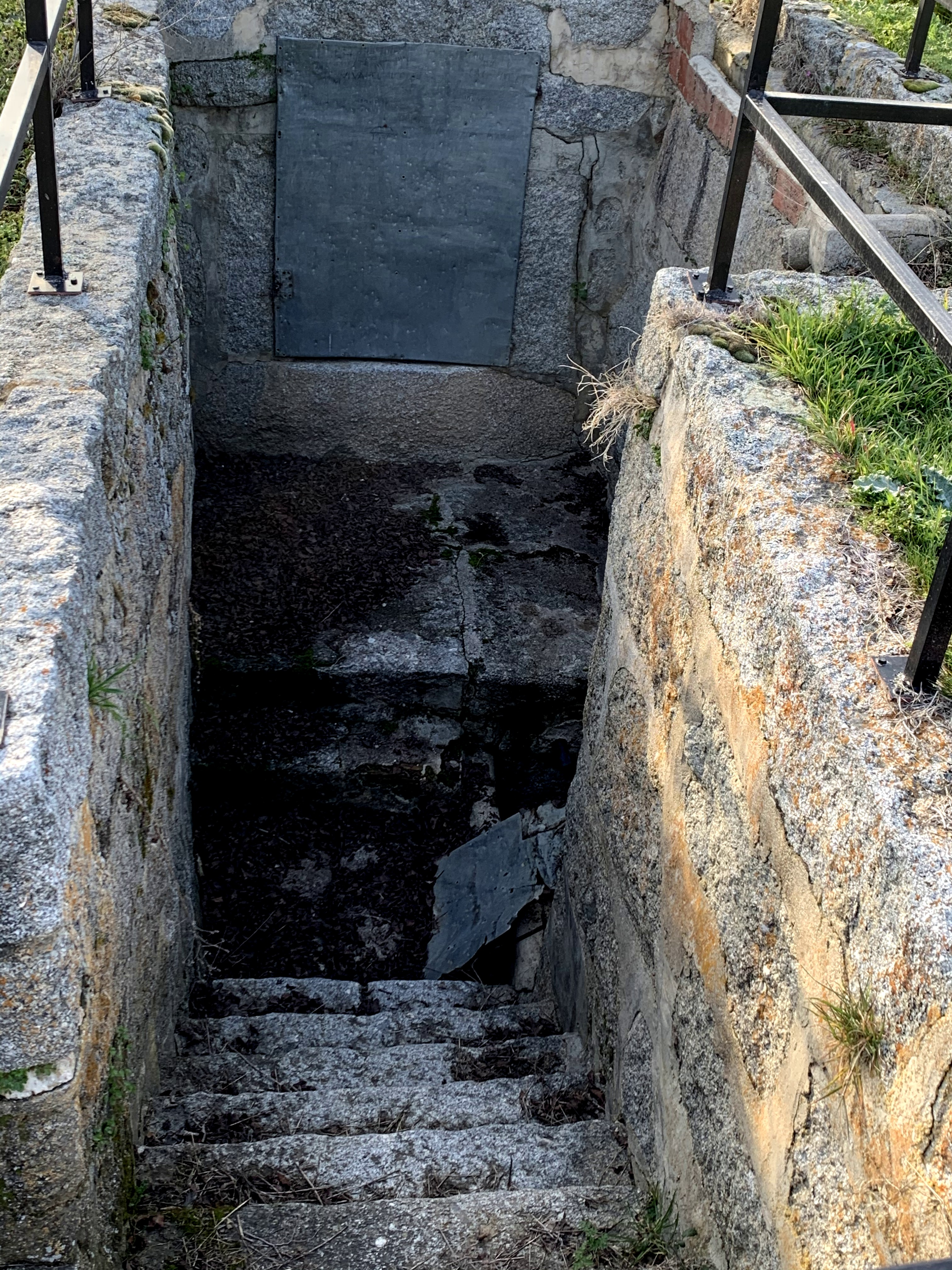
Fuente de piedra antigua, en la calle Río

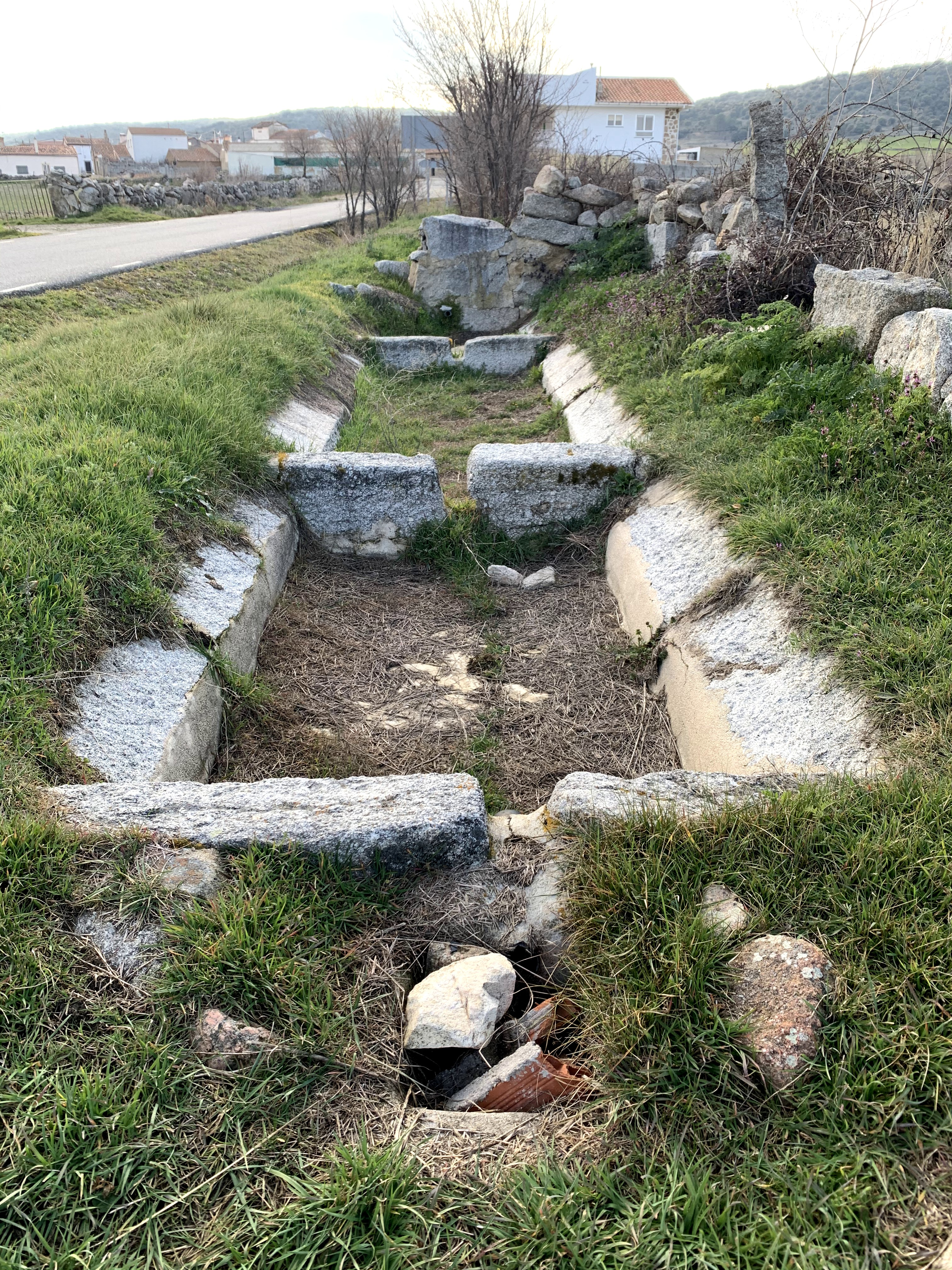
Lavaderos a las afueras de Muñochas

Ambas construcciones, imprescindibles en la antigüedad,  se encuentran en el camino de Padiernos. La fuente sirvió durante cientos de años para abastecer de agua a la población y desde donde se alimentaban los lavaderos situados a escasos metros de la fuente y los bebederos para el ganado más próximos. De la estructura original sólo se conserva un frontón del Siglo XVIII, en una única pieza de granito, donde se abre el orificio por donde corre el agua hasta llegar a los demás lugares. 
En Muñochas hay un total de tres lavaderos, al aire libre. Cuentan con la estructura necesaria para enjabonar la ropa así como el caño que alimenta los pilones. Se encuentran comunicados entre sí con un canalillo tallado en la parte superior central.

### Alfar
Se trata de un edificio rodeado por otras dos construcciones, una de ellas las escuelas. Se levantaba sobre dos alturas con planta rectangular y contaban las dos como fábricas. La de la planta baja era de granito y la de la planta alta de adobe de revoco.  
La planta baja funcionaba como taller, donde se hallaban los tornos y se colocaban las piezas para su secado. En la parte trasera se encontraba el corral, un espacio que servía para amontonar el barro así como el lavadero donde se secaba y el molino donde se depuraba.
En relación con el horno de barro, este se encontraba a escasos metros del alfar aunque en otro espacio del municipio, donde se procedía a trabajar el revoco. Actualmente, él alfar no existe como construcción puesto que en su lugar se han levantado viviendas. En relación con el horno, tan solo se preserva una mínima parte que hace que se reconozca esta construcción.

### Palomares

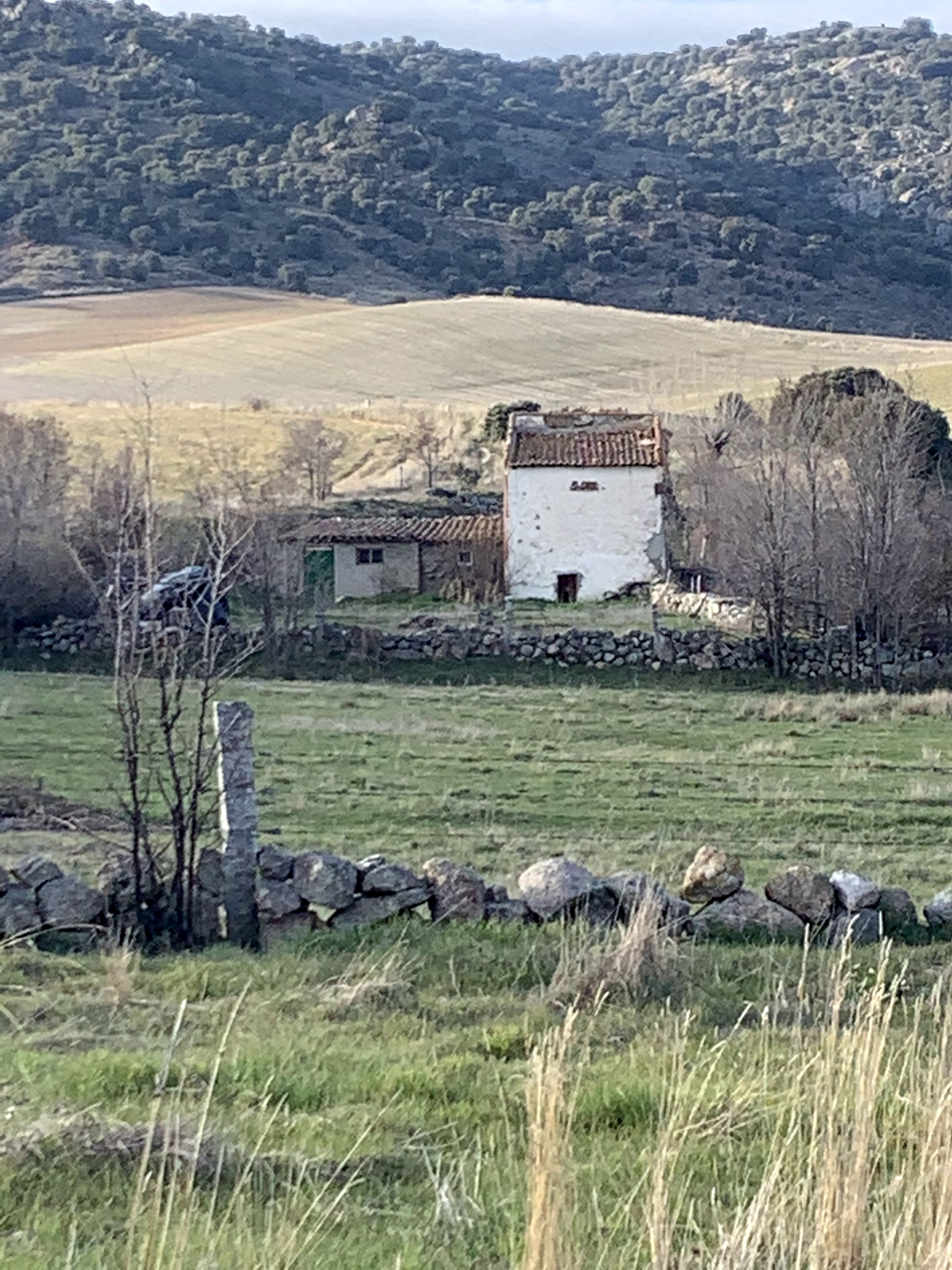
Palomar a las afueras de Muñochas

Estas construcciones se podían encontrar en las fachadas de las viviendas o como una construcción independiente.  En este último caso, estaban construidos sobre una planta rectangular sin patio interior. En su tejado, construido a una sola agua sobre la fachada, se alinean los tres huecos palomeros en forma de guardavientos para permitir el acceso a las palomas y su movimiento por el tejado.

## Cultura

### Fiestas
Su fiesta mayor es el día 20 de enero, por su patrón, San Sebastián. La cofradía del cristo de la Agonía celebra una fiesta anual al cristo del mismo nombre, tradicionalmente el último domingo de octubre. Pero pensando en que hubiera mejor tiempo y mayor afluencia de gente se trasladó al segundo fin de semana de septiembre, donde cada año se celebra una verbena el sábado por la noche. Ese domingo, se celebra una homilía en la iglesia de San Sebastián que da paso a una procesión por las calles del pueblo acompañados del paso del Cristo y de una banda de música y todos los feligreses y por último se concentran todos los vecinos en la plaza del pueblo para disfrutar de una comida popular a cargo del ayuntamiento, acompañados de música y bailes tradicionales castellanos como las jotas.

### Costumbres
Las costumbres de Muñochas son las propias de un pueblo de Castilla y León Las más conocidas son por ejemplo la popular comida del domingo en la fiesta de San Sebastián, tras la homilía que tiene lugar en la iglesia de San Sebastián. También en la fiesta del Cristo se celebran con aperitivos, juegos y verbena los sábados por la noche. Otras de las costumbres más comunes en Muñochas son:
- la matanza: Al uso tradicional.
- El juego de la calva
- Juegos de cartas: la brisca, el tute y el mus.